# وطن (صراع العروش)
الوطن هي الحلقة الثانية من الموسم السادس من الخيال التلفزيون سلسلة صراع العروش، والحلقة رقم 52 عموما. وقد كتب الحلقة ديف هيل وأخرجها جيريمي بوديسوا، وتم بثها يوم 1 مايو 2016.

## ملخص الحلقة
(والدا) تَلِدُ طفلاً، مما دَفع (رامزي) لقتلِ والِده (روز بولتون) وزوجته وطفلِها، وصارَ هو حاكِم وينترفيل. وبعد اطمئنان (ثيون) على (سانسا) يطلب منها السماح له بالذهاب لموطِنه جُزر الحديد. في ذلك الوقت، يعودُ عمّه (إيرون غريجوي) ويقتُل أخيه (بالون)، لذا أقسَمت (يارا) على الانتقام لوالدها. وفي برافوس، تنقتل (آريا) لمرحلة جديدة من تدريبها، حيثُ يأمرها (جاكِن) بأن تتبعه. (تيريون) في ميرين يكتشف أنّ المُدن بدأن تخرج عن السيطرة، حيثُ أنّ مدينَتي أصطابور ويونيكاي عادتا إلى العبوديّة. أمّا (بران) وبرفقة الغُراب ذي العيون الثلاث، يعود في إحدى أحلامِه في الزمن ليُشاهِد وينترفيل ويرى والِده (نِد) و(بينجن) و(ليانا ستارك) و(هودور) في صِغَرهم. أما في القلعة السوداء، يَصِل (إد) مع (تورمند) وباقي الهَمج ويسجنونَ (ثورن) وباقي المُتمرّدين، في حين يطلُب (دافوس) من (ميليساندرا) استخدام سِحرها في مُحاولة إحياء (جون سنو)، وبعد الطقوس التي بدت أنّها غير ناجحة، يستيقظ (جون سنو).

## النقد
تلقت الحلقة الثناء من النقاد، خصوصا على عودة جون سنو، وإعادة العمل على شخصية بران ستارك مع الغراب ذو الثلاثة العيون، والموت الذي طال انتظاره لبايلون غرايجوي أحرزت نقاط عالية كما هو الحال في الحلقة.
في الولايات المتحدة، حقق العرض نسبة مشاهدة تخطت 7,290,000 في البث الأولي.

## روابط خارجية
- وطن على موقع IMDb (الإنجليزية)
- وطن على موقع ميتاكريتيك (الإنجليزية)
- وطن على موقع روتن توميتوز (الإنجليزية)
- وطن على موقع أول موفي (الإنجليزية)